# Spanish
Spanish är en ort i Kanada.   Den ligger i provinsen Ontario, i den sydöstra delen av landet, 500 km väster om huvudstaden Ottawa. Spanish ligger 208 meter över havet och antalet invånare är 639.
Terrängen runt Spanish är platt, och sluttar söderut. Trakten runt Spanish är nära nog obefolkad, med mindre än två invånare per kvadratkilometer.. Det finns inga andra samhällen i närheten. 
I omgivningarna runt Spanish växer i huvudsak blandskog.